# Pattigham
Pattigham là một đô thị thuộc huyện Ried im Innkreis thuộc bang Oberösterreich, Áo. Đô thị Pattigham có diện tích 11 km², dân số thời điểm năm 2006 là 804 người.